# Mogh Aḩmad-e Bālā
Mogh Aḩmad-e Bālā (persiska: مغ احمد بالا) är en ort i Iran.   Den ligger i provinsen Hormozgan, i den sydöstra delen av landet, 1 000 km söder om huvudstaden Teheran. Mogh Aḩmad-e Bālā ligger 31 meter över havet och antalet invånare är 584.
Terrängen runt Mogh Aḩmad-e Bālā är huvudsakligen platt, men österut är den kuperad. Terrängen runt Mogh Aḩmad-e Bālā sluttar västerut. Runt Mogh Aḩmad-e Bālā är det ganska glesbefolkat, med 50 invånare per kvadratkilometer. Närmaste större samhälle är Jamāl Aḩmad, 17,9 km öster om Mogh Aḩmad-e Bālā. Trakten runt Mogh Aḩmad-e Bālā är ofruktbar med lite eller ingen växtlighet.